# Greenville (Michigan)
Greenville è un comune degli Stati Uniti d'America, situato nello Stato del Michigan, nella Contea di Montcalm.
Qui nacque l'aviatore Frederick C. Bock.